# Juego de rol sexual

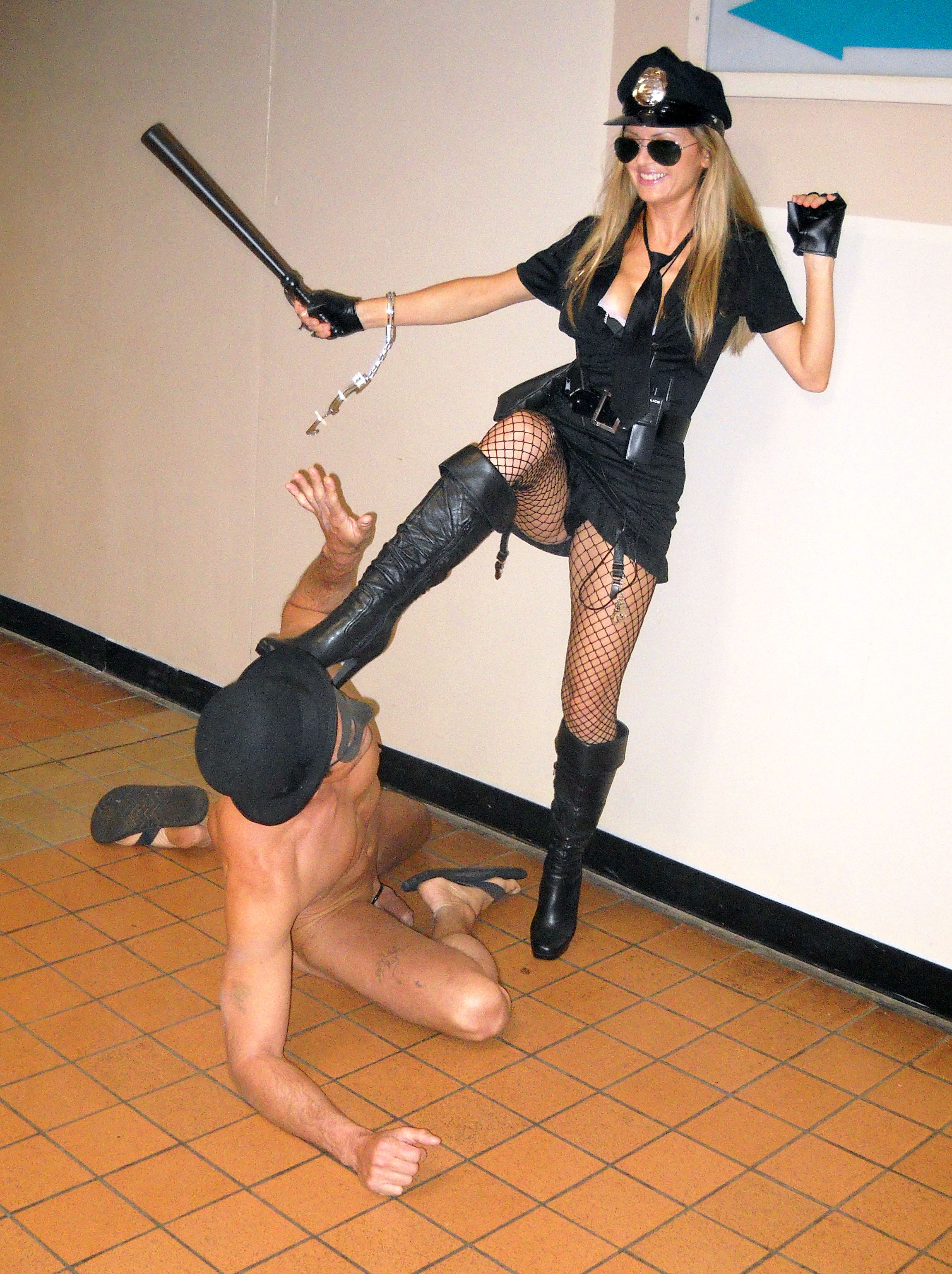
Mujer policía dominando a un hombre bandido en un juego de rol sexual.

Los juegos de rol sexuales (también llamados juegos de rol eróticos) son prácticas consensuadas en las que se interpreta un papel durante el encuentro sexual, para evocar fantasías o como escenario de una relación de intercambio de poder en el seno de la cultura BDSM. 

## Roles sexuales
Los roles sexuales pueden ser designaciones muy generales de posiciones de poder, a veces identificadas como arriba/abajo o activo/pasivo/versátil, o fantasías muy detalladas y específicas. Casi cualquier rol puede convertirse en la base para una experiencia erótica, pero ciertos escenarios son típicos de la pornografía y probablemente también de la vida real, aunque es difícil recolectar material empírico sobre tales cosas. Muchas de las más comunes interpretaciones de rol sexuales, como doctor/enfermera, enfermera/paciente, guardia/prisionero y maestra/alumno, involucran una diferencia de poder. Estas interpretaciones son a menudo, pero no siempre, realizadas en el contexto de un encuentro BDSM.
A menudo, y especialmente en cibersexo y el sexo telefónico, los juegos de rol sexuales son usados para actuar en un acto sexual que de otra manera sería tabú o prohibido.

## Rol como elemento meramente sexual
La mayoría de juegos de rol se llevan a cabo en contextos BDSM, pero no tiene por qué haber exclusividad. Cuando se juega a estudiante-profesora o a maestro-alumna, hay una cesión de poder además de la excitación sexual implícita. 
A veces el rol sólo afecta a una de las partes mientras la otra mantiene su identidad o la de un personaje famoso o ficticio. Es común fantasear con actores, cantantes, políticos, actores porno, empresarios, etc. 
Esta clase de prácticas sexuales exigen de una gran capacidad interpretativa donde los actores se abstraen de su personalidad para recrear otra nueva y diferente, lo cual suele ser entremezclado con escenarios meticulosamente preparados para la ocasión y para dar un ambiente único en el escenario de juegos.

## Rol dentro de una relación de poder (BDSM)
Aparte de las diferentes y variopintas técnicas de interpretación, en esta variante suelen usarse juguetes (dildos, consoladores, amarres y nudos, esposas, fustas, calis, etc.), elementos verbales (insultos, desprecios, humillaciones similares, frases tiernas, etc.), y algunos elementos como la indumentaria, que suele ser de corte fetichista con tejidos como el cuero, el látex o el nylon. Todo depende de los gustos de los participantes y la clase de obra que deseen interpretar.
El concepto de juego es muy usual en una parte importante de la comunidad BDSM. Se trata de personas que consideran las prácticas relacionadas con su afición como algo de contenido, forma y fondo eminentemente lúdico-sexual, escénico. En el vocabulario de estos activistas, se habla de juego, de jugar, y de juegos de rol, refiriéndose generalmente a quienes toman y representan un papel dentro de una escenografía formada por un par complementario: maestro-alumna, cuidador-mascota, enfermera-paciente, amo-esclava, niñera-bebé, etc. Un elemento esencial de este tipo de relación es el EPE Intercambio Erótico de Poder. Este tipo de fantasías escenifican en la práctica una situación no-igualitaria como elemento de juego sexual, pero se enmarcan en relaciones que, paradójicamente, suelen ser más igualitarias (fuera del juego) que muchas otras del resto de la sociedad
Durante la sesión (o más bien, en este caso, durante el juego) los practicantes actúan siguiendo los modelos de comportamiento supuestos en el personaje que interpretan: si se trata de un rol cuidador-mascota, aquel utilizará el lenguaje propio de quien habla cariñosamente (o con enfado) con su mascota, mientras que quien se atribuye este último papel, imitará en parte los movimientos, comportamientos e incluso sonidos de dicha mascota. Al finalizar la sesión, la pareja recobra su relación habitual.
Muy diferente es la visión de otra parte de la comunidad BDSM, respecto a los mismos elementos. En este caso, los participantes perciben igualmente que la relación tiene amplios componentes de fantasía, pero rechazan considerarlo exclusivamente como un juego escénico, sino que lo dotan de elementos profundos y de un complejo simbolismo, que trasciende el espacio-tiempo de una sesión, impregnando también otras facetas de la vida de la pareja.